# Lapidari

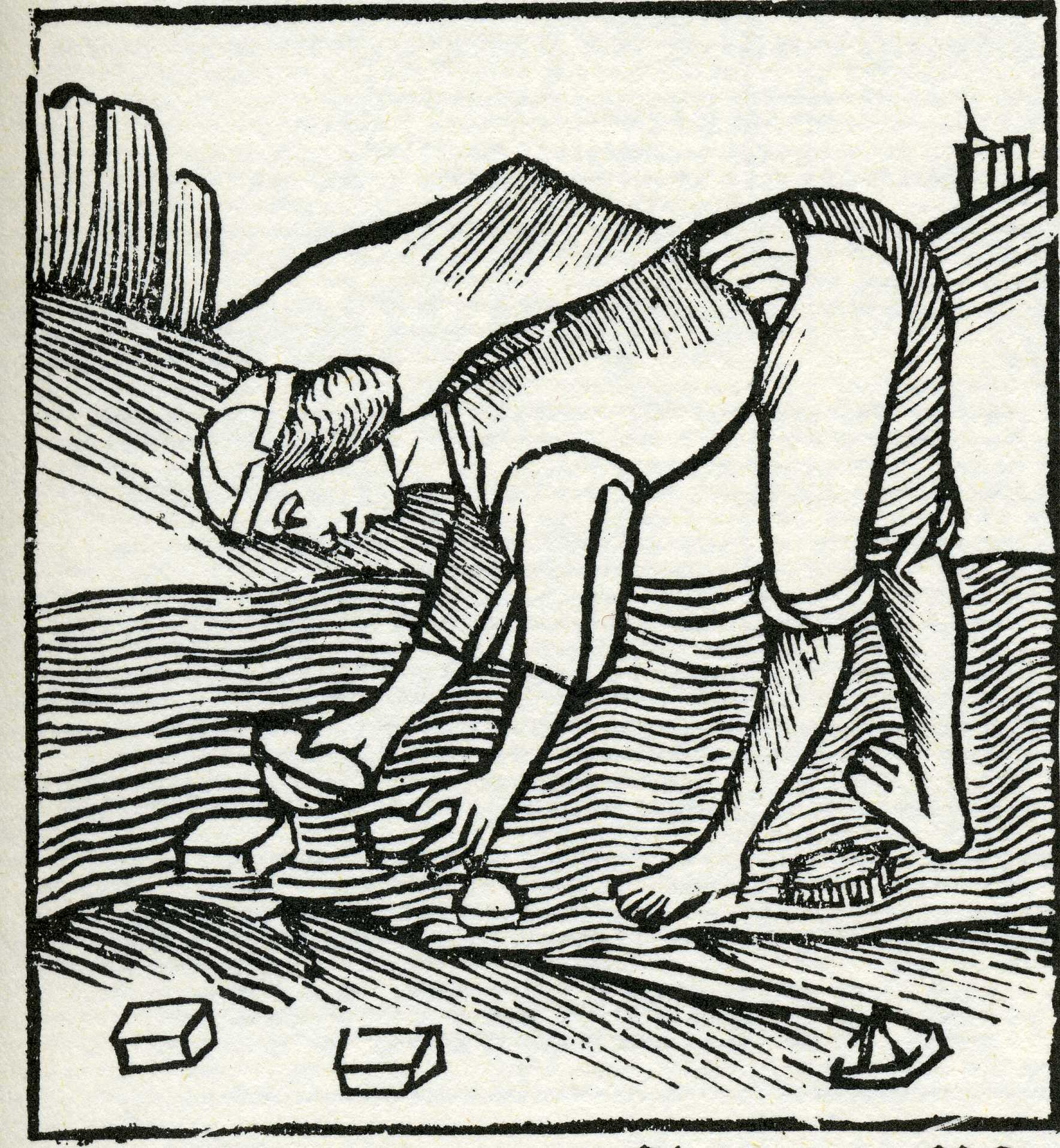
Raccolta dell'antracite, illustrazione del lapidario Hortus Sanitatis, Venezia, 1511

I lapidari erano trattati che descrivevano le virtù delle pietre. 

## Storia
Essi alimentarono un cospicuo genere letterario che ebbe una prima fioritura già nella tarda epoca ellenistica, ma i cui prodotti furono ampiamente diffusi almeno fino al Rinascimento. Dal punto di vista letterario, non si trattò di un nuovo genere, poiché riprendeva teorie e credenze già descritte da autori classici, quali Cesare, Plinio il Vecchio, Tacito, Varrone, Strabone, Origene, ecc., e da autori medievali quali Solino o Isidoro da Siviglia.
Già in epoca classica, infatti, si consideravano spesso le pietre come esseri viventi, alla stregua dei vegetali, solo che caratterizzati da un metabolismo e un ciclo vitale ancora più lento. Nel De lapidibus di Marbodo di Rennes (XI secolo) i minerali erano considerati come materia organica e suddivisi in maschi e femmine, domestici e selvaggi; inoltre talvolta si attribuiva loro la secrezione di sostanze organiche, quali il latte di galattite, indicato come sostituto di quello materno. Le proprietà di ciascuna roccia erano quindi del tutto paragonabili a quelli delle erbe. Al contrario, in genere ne era differente l'uso: nei lapidari, salvo poche eccezioni, le pietre sono viste quali amuleti e quindi da tenere in contatto col corpo ma non da ingerire. Fu Paracelso a recuperare il valore medicinale dei minerali. 
Nei lapidari confluirono conoscenze dotte e popolari: lo stesso linguaggio latino con il quale erano scritti, all'epoca delle prime compilazioni non era ancora incomprensibile al popolo rurale non essendosi ancora sviluppati i volgari. I lapidari, a differenza di erbari e bestiari, non presentavano solitamente illustrazioni, poiché era quasi impossibile rappresentare le differenze tra le varie pietre con la miniatura; le poche illustrazioni presenti raffiguravano, in genere, i procedimenti di raccolta o di lavorazione delle pietre stesse e risalgono, a parte qualche raro disegno, a dopo l'introduzione, in Europa, del processo di stampa a caratteri mobili.